# 브제시니아군

비엘코폴스카주 지도에 표시된 브제시니아군의 위치

브제시니아군(폴란드어: powiat wrzesiński)은 폴란드 비엘코폴스카주에 위치한 군으로 군청 소재지는 브제시니아이며 면적은 704.19km2, 인구는 76,453명(2006년 기준), 인구 밀도는 110명/km2이다.
북쪽으로는 그니에즈노군, 동쪽으로는 스우프차군, 남쪽으로는 플레셰프군, 야로친군, 서쪽으로는 시로다군, 포즈난군과 접한다. 5개 지방 자치체(4개 도시형 농촌, 1개 농촌)를 관할한다.

군기
군 문장